# Reprezentacja Czech w koszykówce kobiet
Reprezentacja Czech w koszykówce kobiet - drużyna, która reprezentuje Czechy w koszykówce kobiet. Za jej funkcjonowanie odpowiedzialny jest Czeski Związek Koszykówki. Siedmiokrotnie brała udział Mistrzostwach Europy - zdobyła złoty medal w 2005. Wystąpiła również dwukrotnie na Mistrzostwach Świata (2. miejsce w 2010) oraz dwa razy na Igrzyskach Olimpijskich (5. miejsce w 2008).

## Udział w imprezach międzynarodowych
- Igrzyska olimpijskie
  - 2004 - 5. miejsce
  - 2008 - 7. miejsce

- Mistrzostwa świata
  - 2006 - 7. miejsce
  - 2010 - srebrny medal

- Mistrzostwa Europy
  - 1995 - 7. miejsce
  - 1999 - 5. miejsce
  - 2001 - 9. miejsce
  - 2003 - srebrny medal
  - 2005 - złoty medal
  - 2007 - 5. miejsce
  - 2009 - 9. miejsce
  - 2011 - zakwalifikowały się